# RADIPEDIA
RADIPEDIA（ラジペディア）は、J-WAVEで放送されていたラジオ番組。
前身にあたる『OH! MY RADIO』を引き継ぐ形で2010年1月5日に放送が開始された。
なお放送日時はあくまで暦日で表記しているので注意。

## 放送内容
「正解のない疑問をリスナーのみなさんと一緒に考える」番組。例えば「男女間の友情は成立するのか」といったテーマが日毎に挙げられる。
また、情報の運び屋として呼ばれるポーターと一緒に考えながら正解のない疑問を解決することである。
ポーターには、ユウカ・ぴんこ・めがね・寺坂・しょうへい・ハチ・吉川スミス・すぐる・チャンマイの9人がいる。

## 放送時間
- 火曜 - 金曜（月-木深夜） 0:00-2:00 （2010年10月5日 - 2014年10月1日）
  - 2011年3月まではBrandnew Jでも放送されており、こちらは0:30 から飛び乗りによる同時放送をしていた（0:00ー0:30のSHISEIDO MIDNIGHT FACESの放送の為）

### 過去の放送時間
- 火曜 - 金曜（月-木深夜） 0:30 - 2:00 （2010年1月5日 - 2010年10月1日）

## ナビゲーター
- 月曜日 秦基博[1]※2013年3月27日（26日深夜）まで火曜日、同年6月27日（26日深夜）まで水曜日担当。
- 火曜日 家入レオ
- 水曜日 ROY・MARCY（THE BAWDIES）（ROYは2010年1月8日（7日深夜） - 2011年12月30日（29日深夜）まで木曜日担当。）
- 木曜日 ハマ・オカモト（OKAMOTO'S）[2]
- 毎月最終放送日「RADIPEDIA スペシャル」 星野源（2014年2月28日（27日深夜）より。2011年1月6日（5日深夜） - 2012年3月29日（28日深夜）の間は水曜日担当、2013年4月4日（3日深夜） - 2013年6月18日（17日深夜）の間は月曜日担当[3]）

2012年4月より2014年1月までは、毎月の最終日には上記担当のナビゲーターではなく、様々なアーティストが登場していた（#月末スペシャル）。

### 過去のナビゲーター
- 月曜日 星野源
- 水曜日 平井堅（2010年1月7日（6日深夜） - 2010年12月30日（29日深夜））
- 火曜日 KREVA（2010年1月6日（5日深夜） - 2011年3月30日（29日深夜））
- 木曜日 トータス松本（ウルフルズ）（2012年1月7日（6日深夜） - 2012年3月23日（22日深夜））
- 火曜日 SU（RIP SLYME）（2011年4月6日（5日深夜） - 2012年9月26日（25日深夜））
- 水曜日 NIKIIE（2012年10月3日（2日深夜） - 2013年3月28日（27日深夜））※2012年12月26日（25日深夜）まで火曜日担当。
- 水曜日 JUJU（2010年1月5日（4日深夜） - 2012年3月27日（26日深夜）まで月曜日担当、2012年4月5日（4日深夜） - 2012年12月27日（26日深夜）・2013年7月4日（3日深夜） - 2014年3月27日（26日深夜）まで水曜日担当。）

### 代役
- 山口一郎（サカナクション）（2011年7月26日（25日深夜）[4]、2013年7月30日（29日深夜）[5]）
- 増子直純（怒髪天）（2012年5月3日（2日深夜）[6]）
- サイトウ"JxJx"ジュン（YOUR SONG IS GOOD）（2012年12月18日（17日深夜）[5]、2013年1月8日（7日深夜）[5]、2013年6月24日[5]）
- ROY（THE BAWDIES）（2013年1月15日（14日深夜）・22日（21日深夜）[5]）
- 宮藤官九郎（2013年1月29日（28日深夜）[5]）
- レキシ（2013年2月5日（4日深夜）・12日（11日深夜）・26日（25日深夜）3月1日（2月28日深夜）[5]）
- 奇妙礼太郎（2013年12月17日（16日深夜）[7]）
- Salley（2014年4月11日（10日深夜）[8]）

### 月末スペシャル
| 3月30日  | 山口一郎（サカナクション） |
| 5月1日   | 蒼山幸子（ねごと）         |
| 6月1日   | 平井堅                     |
| 6月29日  | 阿部真央                   |
| 8月1日   | JASMINE                    |
| 8月31日  | Taka（ONE OK ROCK）        |
| 9月28日  | 小南泰葉                   |
| 11月1日  | ROY（THE BAWDIES）         |
| 11月30日 | 石崎ひゅーい               |
| 1月1日   | ※番組休止                  |

| 2月1日   | ※木曜担当、ハマ・オカモトの通常放送       |
| 3月1日   | トータス松本                              |
| 3月29日  | 花澤香菜 ※星野源がゲスト出演              |
| 5月1日   | AMIAYA                                    |
| 5月31日  | 川畑要                                    |
| 6月28日  | 加藤ミリヤ                                |
| 8月1日   | Salley                                    |
| 8月30日  | スキマスイッチ                            |
| 10月1日  | フジファブリック                          |
| 11月1日  | サイトウ“JxJx”ジュン（YOUR SONG IS GOOD） |
| 11月29日 | ハルカトミユキ                            |
| 1月1日   | ※番組休止                                 |

| 2月1日 | 重留真波・武藤千春（Flower） |

## 特別番組
2015年4月17日、22:00よりTHE BAWDIESのROYとTAXMANをナビゲーターに迎えての復活特別番組『RADIPEDIA SPECIAL』がオンエアされた。